# Galerías comerciales de Santiago

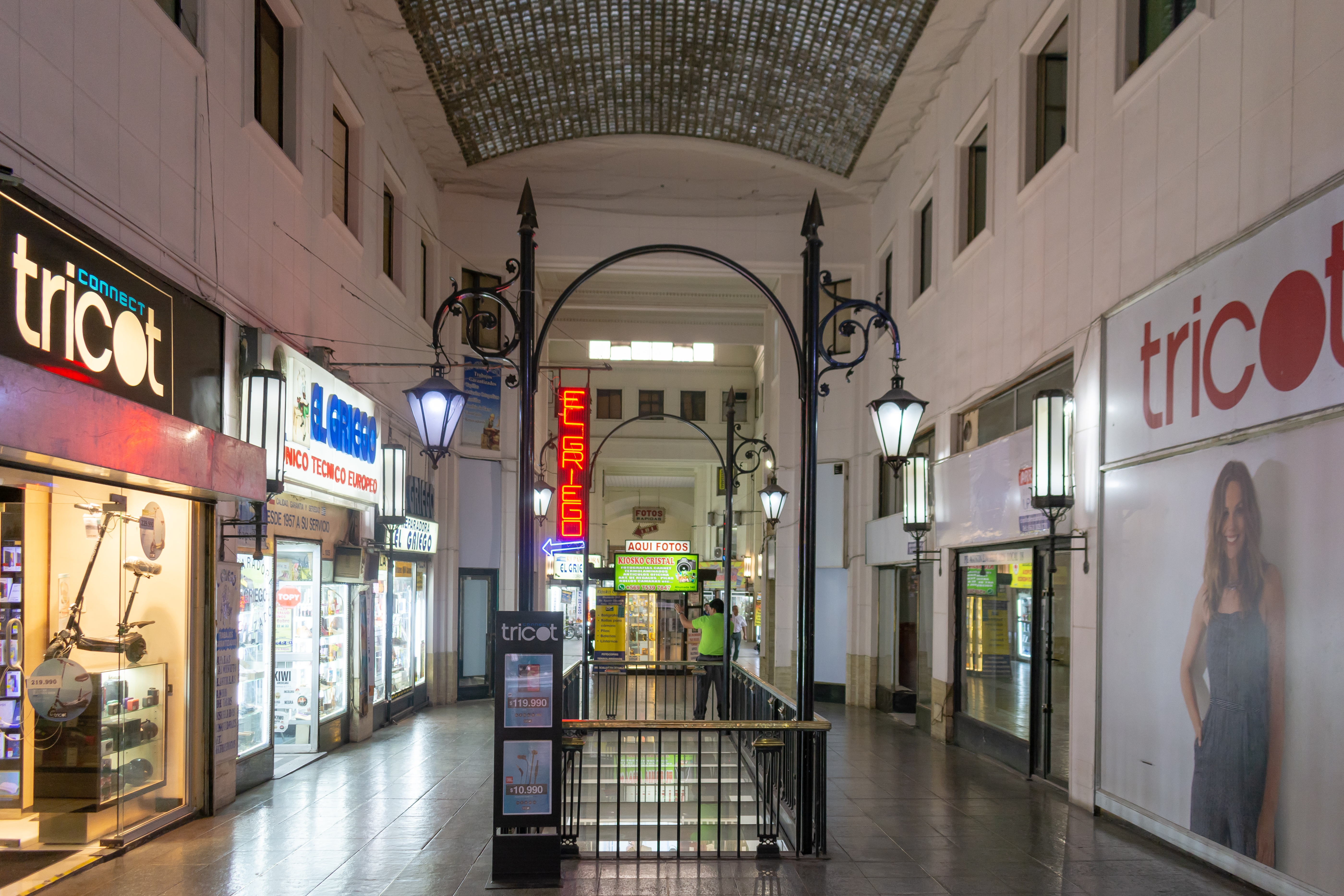
Galería Edwards, ubicada entre el Paseo Ahumada y Bandera, centro de Santiago.

Las galerías comerciales de Santiago son pasajes peatonales bajo techo ubicados en el centro histórico de la ciudad. En total son 74 galerías, las que generan una trama comercial de 5,8 kilómetros de extensión. Tuvieron su auge en la década de 1930, donde eran punto de encuentro para la alta sociedad de la capital, iniciando su decadencia en la década de 1970, cuando comenzó la migración de habitantes fuera del centro de Santiago, y la aparición de Providencia como nuevo polo comercial.

## Historia

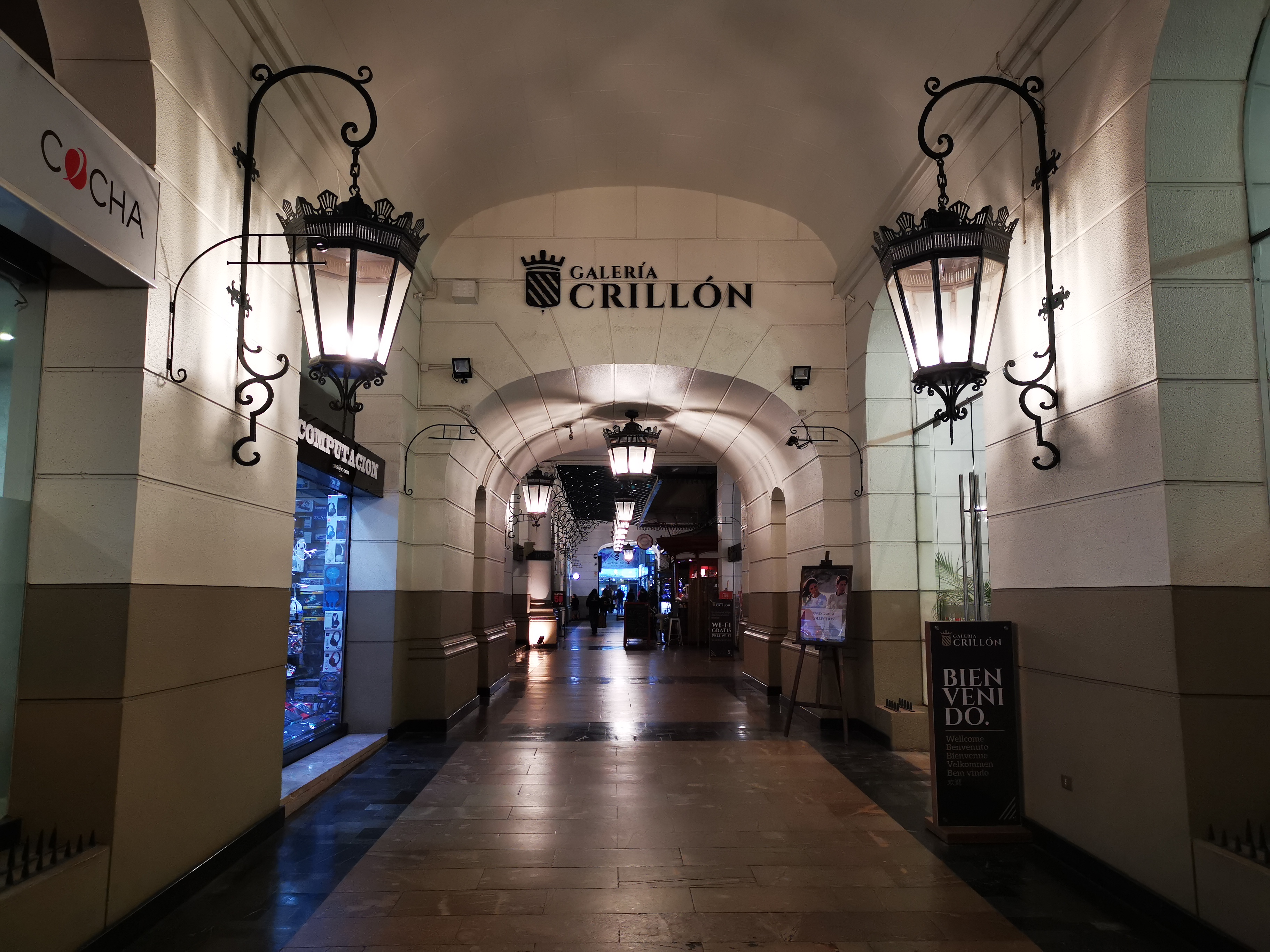
Galería Crillón, ubicada a un costado del edificio homónimo.

La primera galería comercial del centro de Santiago fue inaugurada en 1852 en una propiedad del expresidente Manuel Bulnes, levantada en una manzana ubicada al sur de la Plaza de Armas. Construido por el arquitecto francés François Brunet de Baines, y con 52 locales comerciales, fue adquirido tiempo después por Domingo Matte, dándole el nombre de Pasaje Matte.
En los años 1930, el urbanista austriaco Karl Brunner, creador del Barrio Cívico, dio el auge definitivo a las galerías al promover normativas para su desarrollo. Con esto comenzaron la construcción de varias galerías por parte de influyentes arquitectos, dentro de las cuales están la galería Edwards, la galería Astor y la galería Imperio; así como también la remodelación del Pasaje Matte. Muchas otras galerías surgieron al lado de cines y teatros ubicados en sus interiores.
Ya en los años 1970 comenzó la decadencia de las galerías, debido al traslado de habitantes fuera del centro, el nuevo polo comercial de Providencia, la creación de los caracoles comerciales y el aumento de las distancias hacia el centro. Desde entonces varias galerías dieron paso a tiendas por departamento en su interior, pero también a la presencia de cafés con piernas y salas de cine pornográfico, lo que deterioró algunos de sus sectores. En junio de 2019 se cerraron dos de los cines pornográficos más emblemáticos de la ciudad, las salas Nilo y Mayo, ubicadas en el Portal Plaza de Armas.

## Valor patrimonial
Algunas de las galerías destacan por su valor patrimonial. La Galería Merced 738 está construida en la antigua casa del expresidente de Chile Manuel Montt, de la que hoy sólo se conserva su cuerpo de dos pisos, que fue declarada Monumento Nacional. La Galería Comercial Agustinas, y la Galería Crillón, ambas obras de Alberto Siegel, tienen la categoría de Inmueble de Conservación Histórica.
Además, existen cuatro murales de Nemesio Antúnez en las galerías de Santiago, todos declarados Monumento Nacional en 2011: Sol y Luna, ubicados en la Galería Gran Palace; Quinchamalí, ubicado en la Galería Juan Esteban Montero; y Terremoto, ubicado en el Pasaje Plaza de Armas. En la Galería Gran Palace también hay mosaicos de Antúnez que adornan el piso.